# Evangelische Kirche (Ober-Seemen)

Evangelische Kirche in Ober-Seemen

Die Evangelische Kirche Ober-Seemen ist ein denkmalgeschütztes Kirchengebäude in Ober-Seemen, einem Stadtteil der Gemeinde Gedern im Wetteraukreis in Hessen. Die Kirche gehört zur Kirchengemeinde Seemental im Dekanat Büdinger Land in der
Propstei Oberhessen der Evangelischen Kirche in Hessen und Nassau.

## Beschreibung
Nach dendrochronologischen Untersuchungen im Dachstuhl wurde die Bauzeit des noch bestehenden Chors auf das Jahr 1339 datiert.
Es wird angenommen, dass vor 1339 der Vorgängerbau ohne Chor oder mit einer halbkreisförmigen Apsis bestanden haben könnte. Im Jahr 1764 wird das Kirchenschiff neu gestaltet. Es werden die oberen, der zweigeschossigen, dreiseitigen Emporen eingebaut, die bis in den offenen Dachboden hochgezogen sind. Aus dem Satteldach des Kirchenschiffs erhebt sich nun im Westen ein quadratischer Dachreiter, der nach einem Unwetter 1790 erneuert werden musste. Im Glockenstuhl des Dachreiters hängen drei Kirchenglocken, die vom Glockengießer Kutschbach 1764 gegossene Glocke mit 190 kg, die von der Glockengießerfamilie Bach 1789 gegossene mit 480 kg und die 1840 gegossene mit 78 kg, die im Ersten Weltkrieg abgeliefert werden musste und 1930 durch eine Glocke mit 250 kg ersetzt wurde. 1947 wurde der Altar in den Chor gerückt und die Kanzel, die bis dahin hinter dem Altar im Chor stand, in die heutige Position rechts in Höhe der 1. Empore verlegt. Das Kruzifix hinter dem Altar ist eine Arbeit von Otto Flath. Die erste Orgel mit 8 Registern, einem Manual und einem Pedal wurde 1766 vom Orgelbauer Zinck gebaut. Sie wurde 1976 durch eine Orgel mit 10 Registern von Bruno Döring ersetzt.